# Michel Cornelise
Pour le coureur cycliste néerlandais, voir Michel Cornelisse.
Michel Cornelise, né le 12 mai 1959 à Hautmont,, est un coureur cycliste français.

## Biographie
En 1977, Michel Cornelise devient champion de France de poursuite par équipes et vice-champion national sur route chez les juniors (moins de 19 ans).
Lors de la saison 1980, il s'impose à neuf reprises avec le VC Roubaix. Il passe ensuite professionnel en 1981 au sein de l'équipe Sem-France Loire-Campagnolo. Bon sprinteur, il termine troisième du championnat de France de vitesse, cinquième du Grand Prix de Mauléon-Moulins et onzième de l'Étoile de Bessèges. Il redescend toutefois au niveau amateur dès l'année suivante. 

## Palmarès
- 1977
  -  Champion de France de poursuite par équipes juniors[n 1]
  - 2e du championnat de France sur route juniors
- 1978
  - 2e du Grand Prix de Pérenchies
- 1980
  - 2e du Grand Prix des Marbriers
  - 2e du Tour du Cambrésis
- 1981
  - 3e du championnat de France de vitesse
- 1982
  - Circuit du Port de Dunkerque
  - Grand Prix de Bavay
- 1983
  - 4e étape des Trois Jours de Marcoing
  - 2e du Circuit de la Vallée de l'Aa
- 1984
  - 3e étape des Trois Jours de Marcoing